# Běda tomu, skrze něhož přichází pohoršení
Běda tomu, skrze něhož přichází pohoršení je krátkometrážní (13 minut dlouhý) propagandistický dokument natočený Přemyslem Freimanem v roce 1950.
Účelem filmu bylo pošpinit katolickou církev a zastrašit věřící. Dokument režiséra Přemysla Freimana je situován do obce Číhošť na Havlíčkobrodsku, kde dne 11. prosince 1949 došlo k nevysvětlitelnému pohybu křížku na oltáři ve zdejším kostele – tzv. číhošťský zázrak.

## Význam a kontext
Přestože byl dokument natolik neodborný a amatérský, že na věci znalé účastníky promítání působil zcela jinak, než jeho tvůrci zamýšleli, byl nasazen v rekordním počtu několika set kopií a promítal se ve většině kin v tehdejším Československu. Stal se společně s monstrprocesem s inscenovanou skupinou Augustina Machalky a spol. důležitým prostředkem ideologického zastrašení a zdůvodnění násilné likvidace klášterů v akci K. 

## Účast Josefa Toufara
V dokumentu měl vystupovat sám farář Josef Toufar, v té době již ve vězení. S jeho účastí byla však natočena pouze policejní "rekonstrukce", v jejímž závěru se zhroutil a začal umírat. Krátce poté byl hospitalizován v prominentním sanatoriu v Praze (byla snaha jej zachránit pro připravovaný monstrproces) a přes veškerou snahu lékařů zemřel na následky mučení. Zamýšlená Toufarova účast na natáčení Freimannova filmu proto nemohla být realizována. Freimann proto získal několik vteřin záznamu z policejní "rekonstrukce", a tento záznam byl do filmu vlepen. Později vznikla teorie o tom, že místo Toufara ve filmu vystoupil figurant, podle některých teorií jím měl být sám generální prokurátor Karel Čížek. Ten ve filmu skutečně vystoupil, ale pouze jako figurant v civilu, který "demaskoval" údajný podvod s křížem. Estébáci vytvořili z lanek a kladek mechanismus, jehož pomocí měl farář křížem na oltáři hýbat. Vše zamaskovali květinami – což byla chyba, jelikož v adventní době je v katolické liturgii zákaz dávat do kostelů jakoukoliv květinovou výzdobu. K "odbornému dozoru" nad filmem byl přizván bývalý duchovní Církve československé, Vladimír Průša.